# Wat Ong Teu Mahawihan
Wat Ong Teu Mahawihan – laotańska buddyjska świątynia, która znajduje się w Wientianie.

## Historia
W III w. n.e. na miejscu obecnego budynku znajdowało się miejsce do celów religijnych, ale opisywana świątynia została wybudowana w XVI wieku przez króla Setthathirata. Budynek podzielił losy innych, gdy Tajowie najechali Laos oraz zniszczyli budynki, w tym świątynie. Świątynia została odbudowana na przełomie XIX i XX wieku. Hawng Sangkhalat, czyli zastępca patriarchy Laosu ma tu swoją siedzibę.

## Ciekawostki
- Budynek nazywany jest "Świątynią Ciężkiego Buddy", ponieważ we wnętrzu znajduje się wysoki na 5,8 metra jego posąg z brązu[4].
- Świątynia położona jest na środku kwadratu czterech innych buddyjskich budynków[4].

## Galeria

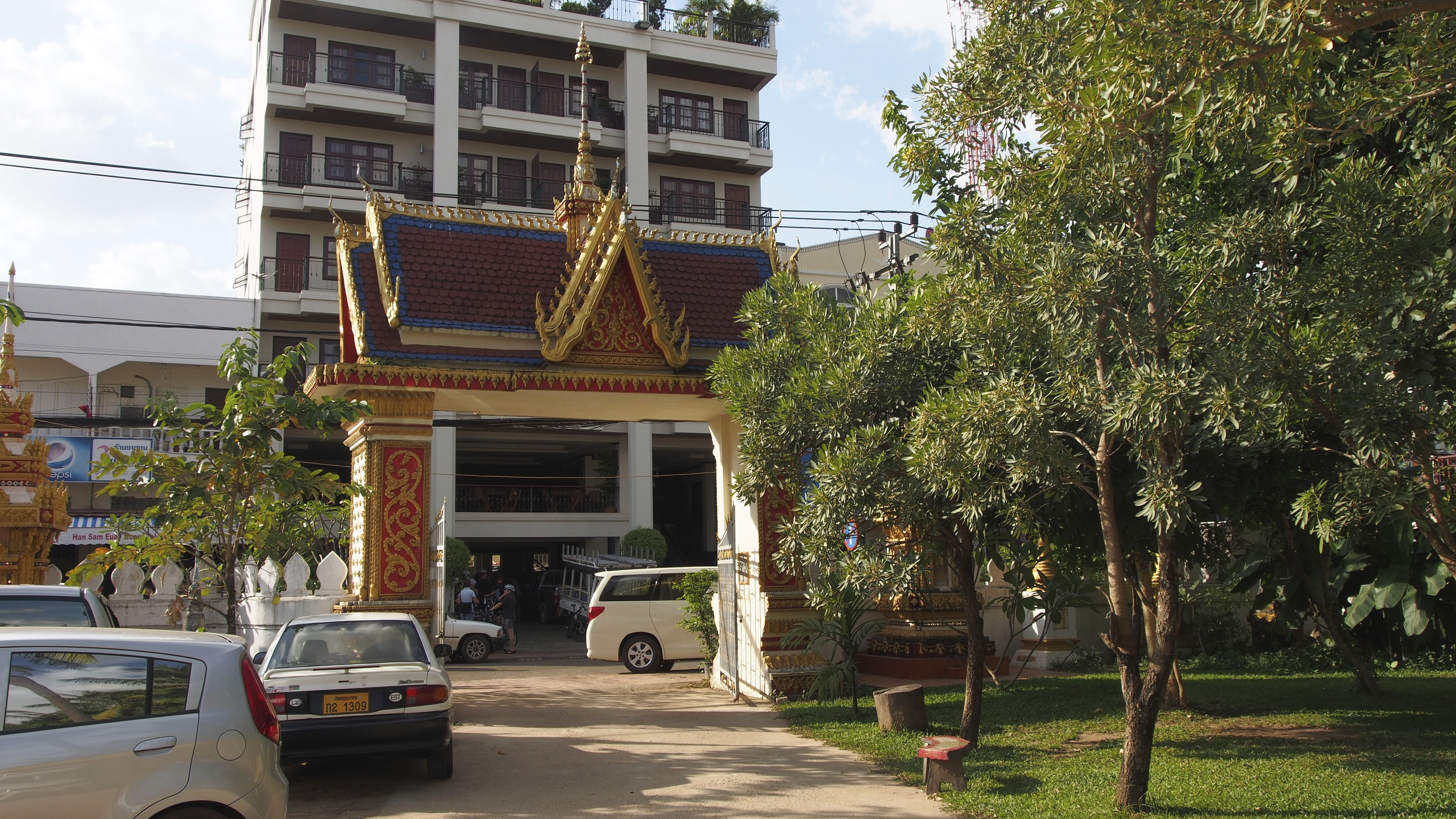
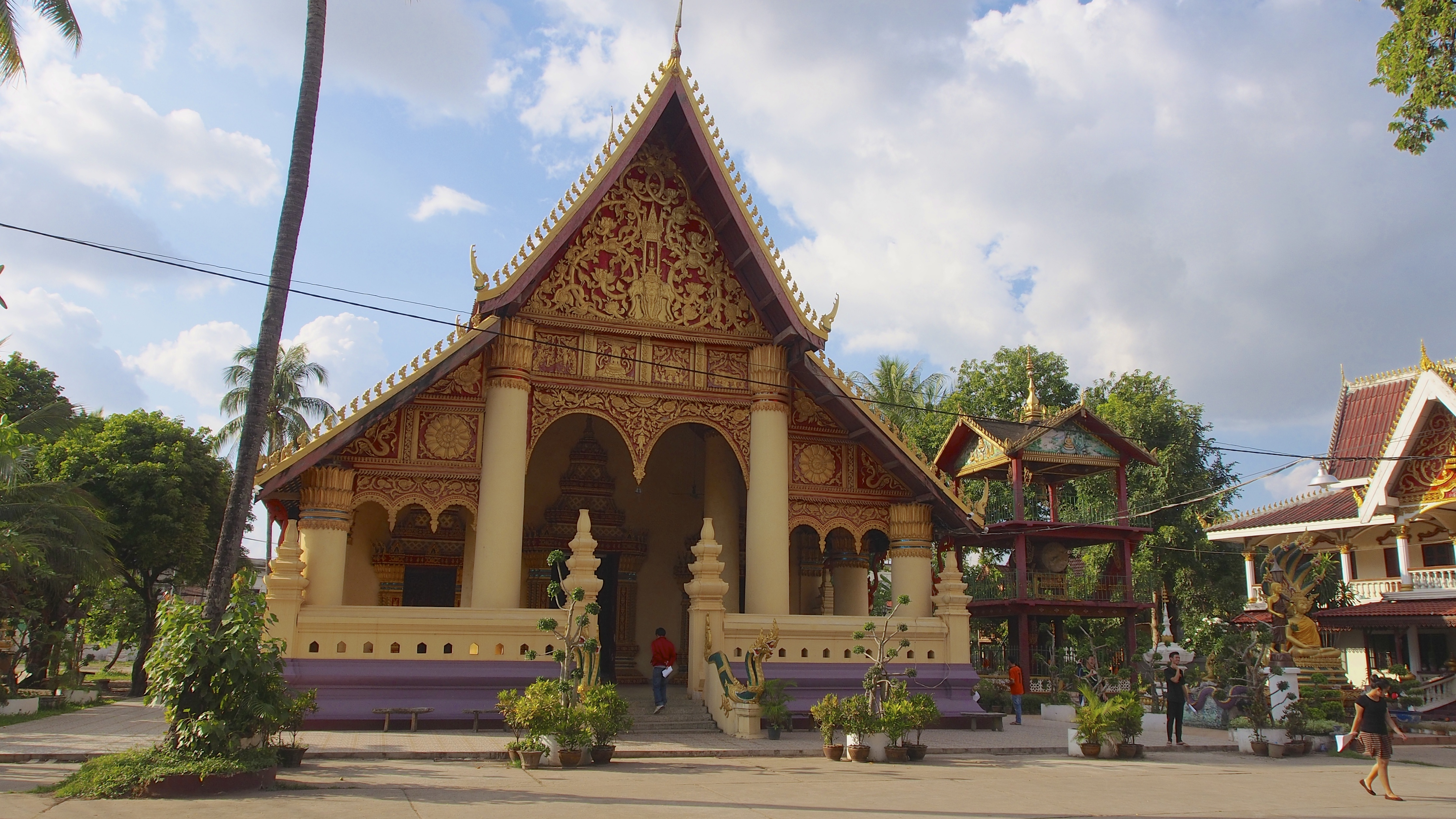
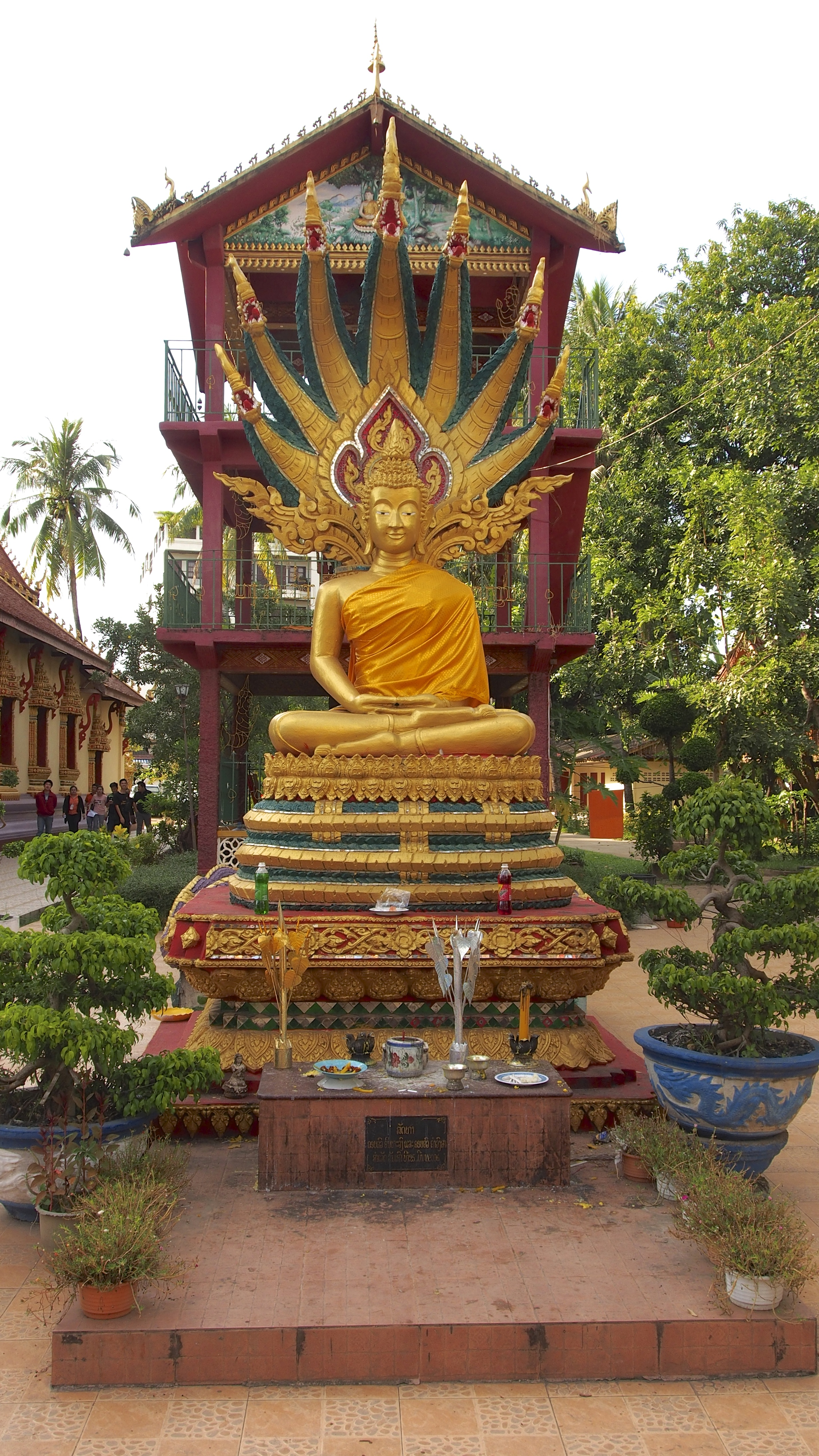
5,8 metrowy posąg Buddy